# Мота де Конти
Мота де Конти (итал. Motta de' Conti) је насеље у Италији у округу Верчели, региону Пијемонт.
Према процени из 2011. у насељу је живело 774 становника. Насеље се налази на надморској висини од 107 м.

## Становништво
Према резултатима пописа становништва 2011. у општини је живело 804 становника.
| 1931. | 1936. | 1951. | 1961. | 1971. | 1981. | 1991. | 2001. | 2011. |
| ----- | ----- | ----- | ----- | ----- | ----- | ----- | ----- | ----- |
| 1.720 | 1.663 | 1.515 | 1.350 | 1.082 | 964   | 896   | 851   | 804   |